# Abraham Whistler
Abraham Whistler è un personaggio immaginario dell'universo Marvel. È comparso la prima volta nella serie animata Spider-Man - L'Uomo Ragno nel 1996 (semplicemente come Whistler, con la voce di Malcolm McDowell). Successivamente, notevolmente elaborato dallo sceneggiatore David Goyer, è stato introdotto nella trilogia cinematografica dedicata a Blade, interpretato da Kris Kristofferson.

## Ruolo nei film
Nel primo film Whistler rivela di essere stato attaccato da un vampiro che lo torturò e lo costrinse a scegliere l'ordine in cui sarebbero state uccise la moglie e le sue due bambine. A questo fatto si deve il suo odio verso i vampiri che lo induce a diventare, appunto, un cacciatore di vampiri. Anni dopo conosce Blade, un mezzo vampiro in quanto nato da madre umana morsa da un vampiro quando era incinta (episodio che ha modificato il DNA di Blade non ancora nato). Inizialmente pensò che fosse un vampiro e quasi lo uccise, ma dopo aver compreso che fosse differente, lo prese con sé e con la sua esperienza lo addestra e costruisce tutte le armi anti vampiro di Blade. Con una gamba malridotta che gli impedisce di muoversi velocemente e malato di cancro, a quanto pare incurabile. È un accanito fumatore e aiuta Blade quando quest'ultimo si trova in pericolo mantenendosi sempre in contatto con lui attraverso un auricolare. Whistler viene attaccato da un vampiro di nome Deacon Frost (lo stesso vampiro che morse la madre di Blade, e perciò, il "padre vampiro" di Blade) e dai vampiri della sua casata, i quali lo feriscono gravemente e lo mordono, infettatandolo per farlo diventare uno di loro. Whistler si rifiuta di diventare un mostro assetato di sangue e ordina a Blade di consegnargli la pistola per suicidarsi. Tuttavia il suicidio non viene espressamente mostrato ma solo suggerito dal rumore di uno sparo.
Nel secondo film si scopre che Whistler, pur essendosi sparato (si sente infatti lo sparo nel primo film senza mostrarci esplicitamente la scena), si è trasformato, ed è stato rapito da una casata vampiresca della Repubblica Ceca, che per due anni lo torturano e lo curano con il sangue, spostandolo di continuo con Blade alla sua costante ricerca. Alla fine viene ritrovato e salvato da Blade, il quale lo cura (probabilmente con l'antidoto che Karen Jenson aveva messo a punto nel primo film). Si unisce al suo "allievo" per sconfiggere il vampiro Jared Nomak, mutato a causa di un progetto ordito dal signore dei vampiri, Lord Damaskinos. Nonostante il vampirismo, che presumibilmente gli ha curato il cancro, Whistler non è però guarito alla gamba, che quindi gli limita ancora la mobilità. Inoltre non si fida del nuovo braccio destro di Blade, Scud, che considera troppo immaturo. Alla fine appianerà le divergenze per costruire delle armi: granate agli ultravioletti utili a sterminare vampiri e creature mutate come Nomak, ma alla fine si scopre che Whistler aveva ragione, infatti Scud è al servizio di Damaskinos. Viene catturato con il suo allievo e il vampiro Reinhardt si appresta a torturarlo prima di ucciderlo, ma Whistler riesce a sfuggirgli e salva Blade, aiutandolo a recuperare le forze gettandolo in una vasca di sangue.
Nel terzo film, Blade: Trinity, l'avventura è incentrata sullo scontro con Dracula e la casata vampiresca che lo ha riportato in azione, ed è caratterizzata dalla rivalità con i Nightstalker, alleati contro i vampiri ma rivali per l'amicizia con Blade. Whistler all'inizio del film si sacrifica azionando il meccanismo di autodistruzione della base di Blade con all'interno numerosi nemici.
Dopo i film è stata prodotta Blade - La serie, una serie televisiva di breve durata trasmessa negli Stati Uniti d'America nel 2006, che riparte dalla fine di Blade Trinity. In essa compare, in alcuni flashback, Whistler da giovane, che promette di occuparsi di Blade. Viene anche rivelato che la zoppìa di Whistler è stata causata proprio da un Blade bambino. La serie è stata però cancellata dopo una sola stagione.

## Poteri ed abilità
Whistler non ha abilità speciali, ma essendo l'uomo che ha addestrato Blade è lecito pensare che in gioventù fosse, come l'allievo, un abile cacciatore di vampiri. Conosce tutti i punti deboli delle creature della notte, ovvero i raggi ultravioletti, l'argento e l'aglio. È inoltre un esperto ingegnere ed inventore ed ha alcune nozioni di biologia e chimica di base, capacità che adopera per creare armi in grado di combattere i vampiri. Non si sa se sia stato lui ad addestrare Blade nelle arti marziali, ma dimostra in ogni caso alcune conoscenze di combattimento corpo a corpo: nel secondo film è stato infatti in grado di mettere fuori combattimento il vampiro Reinhardt.